# Bataille de Kay
Guerre de Sept Ans
Batailles
- Minorque (navale) (1756)
- Pirna (1756)
- Lobositz (1756)
- Reichenberg (1757)
- Prague (1757)
- Kolin (1757)
- Hastenbeck (1757)
- Gross-Jägersdorf (1757)
- Moys (1757)
- Rochefort (1757)
- Rossbach (1757)
- Breslau (1757)
- Leuthen (1757)
- Carthagène (navale) (1758)
- Olomouc (1758)
- Saint-Malo (1758)
- Rheinberg (1758)
- Krefeld (1758)
- Domstadl (1758)
- Cherbourg (1758)
- Zorndorf (1758)
- Saint-Cast (1758)
- Tornow (1758)
- Lutzelberg (1758)
- Hochkirch (1758)
- Bergen (1759)
- Kay (1759)
- Minden (1759)
- Kunersdorf (1759)
- Neuwarp (navale) (1759)
- Hoyerswerda (1759)
- Baie de Quiberon (navale) (1759)
- Maxen (1759)
- Meissen (1759)
- Glatz (1760)
- Landshut (1760)
- Corbach (1760)
- Emsdorf (1760)
- Dresde (1760)
- Warburg (1760)
- Liegnitz (1760)
- Rhadern (1760)
- Berlin (1760)
- Kloster Kampen (1760)
- Torgau (1760)
- Belle-Île (1761)
- Langensalza (1761)
- Cassel (1761)
- Grünberg (1761)
- Villinghausen (1761)
- Ölper (1761)
- Kolberg (1761)
- Wilhelmsthal (1762)
- Burkersdorf (1762)
- Lutterberg (1762)
- Reichenbach (1762)
- Almeida (1762)
- Valencia de Alcántara (1762)
- Nauheim (1762)
- Vila Velha de Ródão (1762)
- Cassel (1762)
- Freiberg (1762)

- Jumonville Glen (1754)
- Fort Necessity (1754)
- Fort Beauséjour (1755)
- 8 juin 1755
- Monongahela (1755)
- Petitcoudiac (1755)
- Lac George (1755)
- Fort Bull (1756)
- Fort Oswego (1756)
- Kittanning (1756)
- En raquettes (1757)
- Pointe du Jour du Sabbat (1757)
- Fort William Henry (1757)
- German Flatts (1757)
- Lac Saint-Sacrement (1758)
- Louisbourg (1758)
- Le Cran (1758)
- Fort Carillon (1758)
- Fort Frontenac (1758)
- Fort Duquesne (1758)
- Fort Ligonier (1758)
- Québec (1759)
- Fort Niagara (1759)
- Beauport (1759)
- Plaines d'Abraham (1759)
- Sainte-Foy (1760)
- Neuville (1760)
- Ristigouche (navale) (1760)
- Mille-Îles (1760)
- Signal Hill (1762)

- Cap-Français (1757)
- Martinique (1759)
- Guadeloupe (1759)
- Dominique (1761)
- Martinique (1762)
- Cuba (1762)

- Chandernagor (1757)
- Plassey (1757)
- Gondelour (1758)
- Négapatam (navale) (1758)
- Condore (1758)
- Madras (1758)
- Pondichéry (navale) (1759)
- Masulipatam (1759)
- Chinsurah (1758)
- Wandiwash (1760)
- Pondichéry (1760-1761)
- Manille (1762)

- Saint-Louis (1758)
- Gorée (1758)
- Gambie

La bataille de Kay ou bataille de Paltzig, qui a lieu le 23 juillet 1759 à Kije (alors située dans la marche de Brandebourg, aujourd'hui en Pologne), pendant la guerre de Sept Ans, oppose l'armée prussienne (général Carl Heinrich von Wedel) à l'armée russe (général Piotr Saltykov), qui l'emporte.

## Contexte
Après une période favorable en 1756-1757 (victoire de Leuthen sur l'Autriche), la Prusse, attaquée au nord par la Suède et par la Russie, est en difficulté en 1758 (défaites de Hochkirch et de Tarnow). Elle réussit cependant à faire lever (provisoirement) le siège de Kolberg.
En 1759, l'armée russe reprend sa progression vers l'ouest, tandis qu'une armée autrichienne se dirige vers le nord. 
L'armée prussienne affronte d'abord l'armée russe, encore isolée, à Kay, village de Basse-Silésie relevant depuis le Moyen Âge de la marche de Brandebourg, situé à seulement 80 km à l'est de Berlin. 

## Déroulement
Le corps prussien est fort de 28 000 hommes, celui des Russes est bien supérieur en nombre.
Les Russes l'emportent.

## Bilan et conséquences
Les Prussiens perdent 8 300 hommes, les Russes moins de 5 000. Mais la Prusse a encore des ressources.
Frédéric II décide d'affronter ses adversaires dans une bataille décisive : ce sera la bataille de Kunersdorf (12 août), une nouvelle défaite face aux armées russe et autrichienne, à seulement 40 km de Berlin.